# Miles Davis at Carnegie Hall
Miles Davis at Carnegie Hall est un enregistrement public d'un concert Jazz du Miles Davis quintet du 19 mai 1961 au Carnegie Hall de New-York.
Il s'agit d'un concert en faveur de l'African Research Foundation, une ONG qui consacra les recettes à l'achat d'une unité médicale mobile pour le Tanganyika.
La première partie est un concert du quintet puis en seconde partie avec l'orchestre de Gil Evans.

## Titres
| Piste | Titre du morceau                   | Composé par              | Durée |
| ----- | ---------------------------------- | ------------------------ | ----- |
| 1.    | Concierto De Aranjuez (Part 1 & 2) | J. Rodriguo              | 16:46 |
| 2.    | Teo                                | M. Davis                 | 9:14  |
| 3.    | Walkin'                            | R. Carpenter             | 4:42  |
| 4.    | I Thought About You                | J. Mercer, J. Van Heusen | 4:42  |
| 5.    | Spring Is Here                     | L. Hart, R. Rodger       | 4:02  |
| 6.    | No Blues                           | M. Davis                 | 10:48 |
| 7.    | Oleo                               | Sonny Rollins            | 7:23  |
| 8.    | Someday My Prince Will Come        | F. Churchill, L. Moret   | 2:43  |
| 9.    | The Meaning of the Blues           | L. Worth, B. Troup       | 3:09  |
| 10.   | Lament                             | J.J. Johnson             | 1:28  |
| 11.   | New Rhumba                         | Ahmad Jamal              | 3:49  |

## Musiciens
- Miles Davis Quintet
  - Miles Davis, trompette
  - Hank Mobley, saxophone ténor
  - Wynton Kelly, piano
  - Paul Chambers, contrebasse
  - Jimmy Cobb, batterie
- Miles Davis Quintet & Gil Evans and His Orchestra
  - Miles Davis Quintet
  - Danny Bank, anches
  - Billy Barber, tuba
  - Eddie Caine, reed player
  - Johnny Coles, trompette
  - Gil Evans, arrangeur, chef d'orchestre
  - Bernie Glow, trompette
  - Dick Hixon, trombone
  - Paul Ingraham, cor
  - Jimmy Knepper, trombone
  - Steve Lacy, saxophone soprano
  - Louis Mucci, trompette
  - Dick Nixon, trombone
  - Romeo Penque, anches
  - Janet Putnam, harpe
  - Frank Rehak, trombone
  - Jerome Richardson, anches
  - Bobby Rosengarden, percussions
  - Ernie Royal, trompette
  - Bob Swisshelm, cor
  - Bob Tricarico, anches
  - Julius Watkins, cor